# Некременська волость
Некременська волость — історична адміністративно-територіальна одиниця Ізюмського повіту Харківської губернії з центром у селі Некременне.
Станом на 1885 рік складалася з 5 поселень, 5 сільських громад. Населення — 1534 осіб (815 чоловічої статі та 719 — жіночої), 262 дворових господарства.
|                     | Площа, десятин | У тому числі орної, дес. |
| ------------------- | -------------- | ------------------------ |
| Сільських громад    | 1323           | 1219                     |
| Приватної власності | 9538           | 2031                     |
| Іншої власності     | 121            | 35                       |
| Загалом             | 10982          | 3285                     |

Основне поселення волості:
- Некременне — колишня державна слобода при річці Бичок за 40 верст від повітового міста, 600 осіб, 120 дворів, православна церква.

Наприкінці XIX сторіччя волость ліквідовано, територія увійшла до складу Михайлівської волості.